# Пийриссааре (волость)
Пи́йрисса́аре (эст. Piirissaare) — бывшая волость в Эстонии, располагалась на острове Пийрисаар в Чудском озере и относится к уезду Тартумаа. Волость Пийриссааре была самой малочисленной в Эстонии, что объясняется её географическим положением.

## География
Волость была расположена на острове в южной части Чудского озера площадью 7,5 км², и только лишь 55 га островной земли в северо-восточной части острова пригодны для использования и проживания. От западного эстонского берега его отделяет полоса воды шириной около 2,5 км. Остров низинный, возвышающийся к востоку до 4,2 метра.

## Население
По состоянию на 1 января 2012 года в волости проживало 67 человек (в том числе 3 ребёнка), преимущественно русские староверы.

## Населённые пункты
В составе волости 3 было деревни: Пийри, Сааре и Тоони, являвшаяся центром волости. Остров связан паромным сообщением с Лааксааре (10 км) и Тарту (63 км), однако с 21 июля 2011 в виду неисправности обслуживающий линию паром Koidula был заменён небольшим моторным судёнышком.

## Галерея
- Паромное сообщение - паром Koidula
- На Пийрисаре летом, вдали деревня Сааре
- Храм Святых Апостолов Петра и Павла на острове
- Моленная староверов
- Пограничный кордон
- Деревянная школа